# Spathius troilus
Spathius troilus är en stekelart som beskrevs av Nixon 1943. Spathius troilus ingår i släktet Spathius och familjen bracksteklar. Inga underarter finns listade i Catalogue of Life.